# 고쿠부촌 (이바라키현)
고쿠부촌(国分村)은 이바라키현 다가군에 일찍이 존재했던 촌이다. 현재의 히타치시 중부에 해당한다.

## 역사
- 1889년 4월 1일 - 정촌제 시행에 의해 가네사와촌, 오쿠보촌, 시모마고촌이 합병해 다가군 고쿠부촌이 성립하였다.
- 1939년 4월 1일 - 아유카와촌, 가와라고정과 합병해 다가정이 성립하여, 동일 고쿠부촌은 폐지되었다.
- 1955년 2월 15일 - 다가 정, 히다카 촌, 구지 군 구지 정, 사카모토 촌, 히가시오자와 촌, 나카사토 촌과 함께 히타치시에 편입되었다.

## 인구
| 1891년 | 2,918 |
| 1920년 | 3,499 |
| 1935년 | 4,314 |
| 1939년 | 4,715 |

## 교통

### 철도
- 일본국유철도 조반선

### 도로
- 1급국도
  - 국도 제6호선

## 참고문헌
- 日立市史編さん委員会編『日立市史』、日立市、1959年
- 日立市史編さん委員会編『新修日立市史』、日立市、1994年
- 角川日本地名大辞典編纂委員会『角川日本地名大辞典 8 茨城県』、角川書店、1983年 ISBN 4040010809